# Jerry Coyne

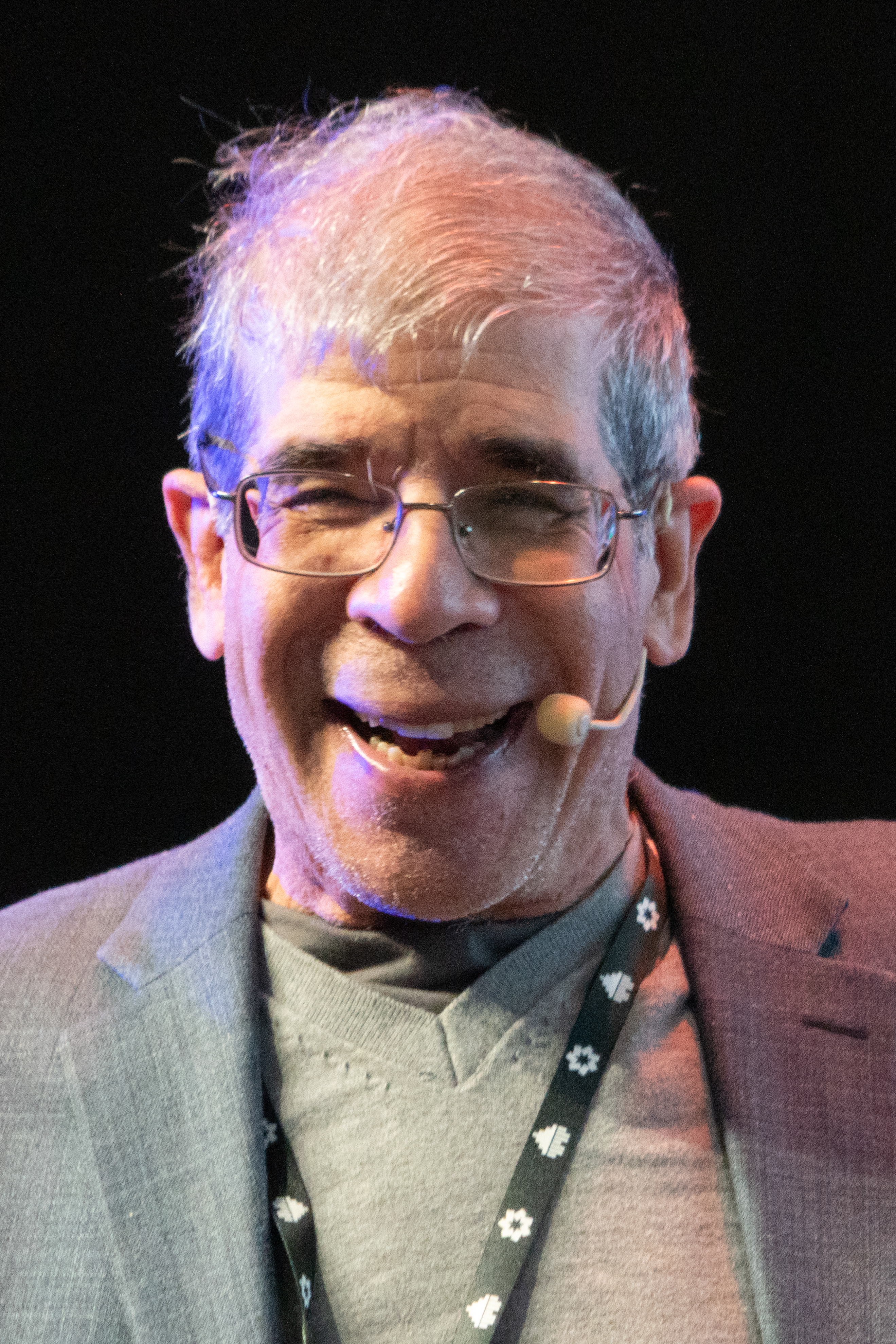
Jerry Coyne, 2024

Jerry Allen Coyne (* 30. Dezember 1949) ist ein US-amerikanischer emeritierter Professor für Biologie mit dem Fachgebiet Artbildung an der University of Chicago. Neben seiner wissenschaftlichen Arbeit auf dem Gebiet der Evolution tritt er als öffentlicher Intellektueller auch für seine philosophischen Positionen ein, insbesondere für Naturalismus, Atheismus und Determinismus.
Im Kapitel The NOMA Gambit seines Buches Faith Versus Fact: Why Science and Religion are Incompatible kritisiert er die These, dass Wissenschaft und Religion nicht konfligieren würden (s. Nonoverlapping Magisteria).

## Karriere
Coyne erlangte 1971 den B.S. in Biologie am College of William & Mary. Anschließend arbeitete er an der Rockefeller University unter Theodosius Dobzhansky. Er promovierte 1978 an der Harvard University, wo Richard Lewontin sein Doktorvater war; dann wechselte er als Fellow zur University of California, Davis. Den größten Teil seiner Karriere verbrachte Coyne an der University of Chicago. Von seiner dortigen Professur emeritierte er im September 2015.
Für die Society for the Study of Evolution fungierte Coyne von 1985 bis 1988 und von 1994 bis 2000 als Mitherausgeber ihrer Zeitschrift Evolution; 1996 wurde er Vizepräsident und 2011 Präsident der Society.

## Auszeichnungen
1989 bekam er das renommierte Guggenheim-Stipendium, wurde 2007 in die American Academy of Arts and Sciences gewählt, erhielt 2011 den „Emperor Has No Clothes“-Preis der Freedom From Religion Foundation sowie im Jahr 2015 den Richard Dawkins Award.

## Veröffentlichungen

### Bücher
- Speciation (mit H. Allen Orr). Sinauer Associates 2004, ISBN 978-0-87893-089-0[3]
- Why Evolution Is True. Oxford University Press 2009, ISBN 978-0-19-164384-2[4]
- Faith Versus Fact: Why Science and Religion are Incompatible. Penguin 2015, ISBN 978-0670026531

### Artikel
Neben mehr als 100 Fachartikeln, u. a. in Nature und Science, schreibt Coyne auch regelmäßig allgemeinverständliche Artikel, so in The New Republic, Slate, The New York Times Book Review u. v. m. Sein Op-Ed You can be good without God in USA Today vom 2. August 2011 wurde am 23. September 2011 auf Deutsch mit dem Titel Die Wurzel des Guten im Tagesspiegel nachgedruckt.

### Internet
Er betreibt den Blog Why Evolution is True, dem über 70.000 Abonnenten (Stand Juli 2020) folgen. Hier veröffentlicht er Wissenschaftliches, anti-religiöse Kommentare, schreibt aber auch über seine Hobbys Katzen, gutes Essen usw.